# Karstädt
Karstädt là một đô thị thuộc huyện Prignitz, bang Brandenburg, Đức.